# Giải Bóng đá nữ Vô địch Quốc gia Nga
Giải Bóng đá nữ Vô địch Quốc gia Nga (tiếng Nga: Чемпионат России по футболу среди женщин) là giải đấu Giải bóng đá nữ do Liên đoàn bóng đá Nga tổ chức. Được thành lập vào năm 1992.

## Các đội mùa giải 2022
| Đội                    | vị trí           | Sân nhà                          |
| ---------------------- | ---------------- | -------------------------------- |
| Chertanovo Moscow      | Moscow           | Arena Chertanovo                 |
| Dynamo Moscow          | Moscow           | VTB Arena                        |
| WFC Krasnodar          | Krasnodar        | Krasnodar Academy Stadium        |
| CSKA Moscow            | Moscow           | Novye Khimki Stadium             |
| Zenit Saint Petersburg | Saint Petersburg | Smena Stadium                    |
| Ryazan-VDV             | Ryazan           | Central'nyj Sportivn'yj Kompleks |
| Lokomotiv Moscow       | Moscow           | Sapsan Arena                     |
| Zvezda-2005 Perm       | Perm             | Zvezda Stadium                   |
| Yenisey Krasnoyarsk    | Krasnoyarsk      | Futbol-arena Enisey              |

## Các đội vô địch[3][4]
| Số | Năm     | Vô Địch           | Á quân                    | Hạng 3                  |
| -- | ------- | ----------------- | ------------------------- | ----------------------- |
| 1  | 1992    | Interros Moscow   | CSK VVS Samara            | SKIF Malakhovka         |
| 2  | 1993    | CSK VVS Samara    | Rus Moscow                | SKIF Malakhovka         |
| 3  | 1994    | CSK VVS Samara    | Energiya Voronezh         | Kaluzhanka              |
| 4  | 1995    | Energiya Voronezh | CSK VVS Samara            | Sibiryachka Krasnoyarsk |
| 5  | 1996    | CSK VVS Samara    | Energiya Voronezh         | Lada Togliatti          |
| 6  | 1997    | Energiya Voronezh | CSK VVS Samara            | VDV Ryazan              |
| 7  | 1998    | Energiya Voronezh | CSK VVS Samara            | VDV Ryazan              |
| 8  | 1999    | VDV Ryazan        | Energiya Voronezh         | CSK VVS Samara          |
| 9  | 2000    | Ryazan TNK        | Energiya XXI Vek Voronezh | CSK VVS Samara          |
| 10 | 2001    | CSK VVS Samara    | Energiya XXI Vek Voronezh | Ryazan TNK              |
| 11 | 2002    | Energiya Voronezh | Lada Togliatti            | Ryazan TNK              |
| 12 | 2003    | Energiya Voronezh | Lada Togliatti            | CSK VVS Samara          |
| 13 | 2004    | Lada Togliatti    | Rossiyanka                | Energiya Voronezh       |
| 14 | 2005    | Rossiyanka        | Lada Togliatti            | Nadezhda Noginsk        |
| 15 | 2006    | Rossiyanka        | Spartak Moscow            | Nadezhda Noginsk        |
| 16 | 2007    | Zvezda-2005 Perm  | Rossiyanka                | Nadezhda Noginsk        |
| 17 | 2008    | Zvezda-2005 Perm  | Rossiyanka                | SKA Rostov              |
| 18 | 2009    | Zvezda-2005 Perm  | Rossiyanka                | Energiya Voronezh       |
| 19 | 2010    | Rossiyanka        | Energiya Voronezh         | Zvezda-2005 Perm        |
| 20 | 2011–12 | Rossiyanka        | Zorky Krasnogorsk         | Energiya Voronezh       |
| 21 | 2012–13 | Zorky Krasnogorsk | Rossiyanka                | Ryazan-VDV              |
| 22 | 2013    | Ryazan-VDV        | Zvezda-2005 Perm          | Zorky Krasnogorsk       |
| 23 | 2014    | Zvezda-2005 Perm  | Zorky Krasnogorsk         | Ryazan-VDV              |
| 24 | 2015    | Zvezda-2005 Perm  | Rossiyanka                | Zorky Krasnogorsk       |
| 25 | 2016    | Rossiyanka        | Zvezda-2005 Perm          | Ryazan-VDV              |
| 26 | 2017    | Zvezda-2005 Perm  | Ryazan-VDV                | Chertanovo Moscow       |
| 27 | 2018    | Ryazan-VDV        | Chertanovo Moscow         | Zvezda-2005 Perm        |
| 28 | 2019    | CSKA Moscow       | Lokomotiv Moscow          | Kubanochka Krasnodar    |
| 29 | 2020    | CSKA Moscow       | Lokomotiv Moscow          | Zvezda-2005 Perm        |
| 30 | 2021    | Lokomotiv Moscow  | CSKA Moscow               | Zenit Saint Petersburg  |